# John Plane
John Maurice Campbell Plane (Sudafrica, 1958) è un chimico sudafricano naturalizzato britannico Le sue ricerche vertono principalmente sulla chimica dell'atmosfera terrestre e delle atmosfere planetarie, mediante la combinazione tra teoria e tecniche sperimentali.

## Biografia
Plane è nato in Sudafrica. Dopo aver conseguito nel 1979 un Master of Arts e, nel 1983, un PhD presso l'Università di Cambridge, ottenne nello stesso ateneo una borsa di ricerca. In seguito svolse alcuni incarichi accademici per le università di Miami e dell'East Anglia, trasferendosi poi all'Università di Leeds. Attualmente è professore di chimica dell'atmosfera, sempre presso l'Università di Leeds.

## Campi di ricerca
Le ricerche di Plane vertono soprattutto sulla comprensione dei processi chimici delle atmosfere planetarie (compresa quella terrestre) e si basano sulla combinazione di tecniche di laboratorio (in particolare relative alla cinetica e alla fotochimica), misurazioni atmosferiche (in situ e con telerilevamento satellitare) e modellizzazione a diverse scale. Il suo gruppo di ricerca si occupa di quattro principali aree: la mesosfera (lo strato intermedio e superiore dell'atmosfera terrestre), la troposfera (la parte inferiore dell'atmosfera), le atmosfere degli altri pianeti, e l'astrochimica (ad esempio relativamente alla formazione della polvere interstellare). Plane è particolarmente conosciuto per le sue ricerche sulla chimica dei metalli che vengono ablati ("erosi") dalle particelle di polvere cosmica mentre, come minuscoli meteoroidi, entrano nell'atmosfera. È un esperto della chimica dei metalli nella mesosfera, ed è considerato un pioniere nel campo della tecnica DOAS e tra i principali studiosi della chimica dello iodio nella troposfera - studio che si rivela tra l'altro utile per le indagini di dettaglio sulla composizione dell'atmosfera terrestre. Le conoscenze sugli effetti della polvere cosmica nell'atmosfera terrestre vengono anche utilizzate per la modellizzazione delle atmosfere di altri corpi celesti, come Venere, Marte e Titano. Plane è stato autore di circa 250 articoli peer-reviewed.

## Riconoscimenti
Plane ha ricevuto numerosi riconoscimenti per la propria attività scientifica, tra i quali si possono ricordare:
- 2005 - Prize in Reaction Kinetics and Mechanisms, conferito dalla Royal Society of Chemistry,
- 2006 - Tilden Prize, anch'esso della Royal Society of Chemistry,[9]
- 2007 - National Science Foundation CEDAR Lecture Prize, della National Science Foundation,[10]
- 2017 - Vilhelm Bjerknes Medal, assegnato dalla European Geosciences Union.[11]

È inoltre stato nominato membro della American Geophysical Union, della Royal Society of Chemistry, della Royal Astronomical Society e, nel 2020, della Royal Society. Nel 2022 è anche stato eletto membro dell'Academia Europaea.
La IAU gli ha intitolato l'asteroide numero 33832 della Fascia principale, Johnplane.